# Associazione Calcio Como 1956-1957
Questa pagina raccoglie le informazioni riguardanti l'Associazione Calcio Como nelle competizioni ufficiali della stagione 1956-1957.

## Stagione
Nella stagione 1956-1957 il Como disputò il dodicesimo campionato di Serie B della sua storia.

## Divise
| 1ª divisa |

## Organigramma societario
Area direttiva
- Presidente: Francesco Ambrosoli

Area tecnica
- Allenatore: Hugo Lamanna

## Rosa
| N. |                   | Ruolo | Calciatore        |
| -- | ----------------- | ----- | ----------------- |
|    | Italia (bandiera) | P     | Antonio Lonardi   |
|    | Italia (bandiera) | P     | Antonio Panizzolo |
|    | Italia (bandiera) | D     | Dalmazio Cuttica  |
|    | Italia (bandiera) | D     | Romano Grassi     |
|    | Italia (bandiera) | D     | Maurilio Valpreda |
|    | Italia (bandiera) | C     | Dino Baccheretti  |
|    | Italia (bandiera) | C     | Remigio Bellini   |
|    | Italia (bandiera) | C     | Elio Ferrazzi     |
|    | Italia (bandiera) | C     | Aldo Fontana      |
|    | Italia (bandiera) | C     | Angelo Gandini    |

| N. |                   | Ruolo | Calciatore         |
| -- | ----------------- | ----- | ------------------ |
|    | Italia (bandiera) | C     | Sergio Impinna     |
|    | Italia (bandiera) | C     | Simone Marsili     |
|    | Italia (bandiera) | C     | Giorgio Michelotti |
|    | Italia (bandiera) | A     | Giuseppe Baldini   |
|    | Italia (bandiera) | A     | Walter Ciani       |
|    | Italia (bandiera) | A     | Mario Gritti       |
|    | Italia (bandiera) | A     | Italo Marra        |
|    | Italia (bandiera) | A     | Fermo Favini       |
|    | Italia (bandiera) | A     | Angelo Pastorino   |
|    | Italia (bandiera) | A     | Aldo Santoni       |

## Risultati

### Serie B

#### Girone d'andata
| Arbitro: | Menchini (Udine) |

|                       |           |                        |
| Ciani 72’ Baldini 81’ | Marcatori | 48’ Danova 67’ La Rosa |

| Legnano 23 settembre 1956 | Legnano          | 0 – 0 | Como | Stadio di via Carlo Pisacane\| Arbitro: \| Ferrari (Milano) \| |
| Arbitro:                  | Ferrari (Milano) |       |      |                                                                |

| Arbitro: | Fornari (Bologna) |

|            |           |  |
| Gritti 88’ | Marcatori |  |

| Monza 7 ottobre 1956 | Simmenthal Monza | 0 – 0 | Como | Stadio San Gregorio\| Arbitro: \| Rigato (Mestre) \| |
| Arbitro:             | Rigato (Mestre)  |       |      |                                                      |

| Arbitro: | De Marchi (Pordenone) |

|  |           |                   |
|  | Marcatori | 88’ (aut.) Grassi |

| Arbitro: | Alterio (Roma) |

|                     |           |             |
| Gaeta 66’ Fonda 68’ | Marcatori | 60’ Fontana |

| Arbitro: | Jonni (Macerata) |

|             |           |  |
| Santoni 16’ | Marcatori |  |

| Novara 18 novembre 1956 | Novara             | 0 – 0 | Como | Stadio Comunale\| Arbitro: \| Famulari (Messina) \| |
| Arbitro:                | Famulari (Messina) |       |      |                                                     |

| Arbitro: | Rigato (Mestre) |

|            |           |  |
| Gritti 90’ | Marcatori |  |

| Arbitro: | Grillo (Afragola) |

|                      |           |            |
| Giammarinaro 7’, 24’ | Marcatori | 10’ Gritti |

| Arbitro: | Marchese (Napoli) |

|                |           |  |
| Maestrelli 77’ | Marcatori |  |

| Arbitro: | Angelini (Firenze) |

|             |           |  |
| Fontana 35’ | Marcatori |  |

| Arbitro: | Fornari (Bologna) |

|             |           |  |
| Santoni 63’ | Marcatori |  |

| Arbitro: | Baldassarre (Udine) |

|                                |           |                      |
| Marchetto 65’ (rig.) Mosca 70’ | Marcatori | 66’ (aut.) Svorenich |

| Arbitro: | Marangio (Roma) |

|             |           |  |
| Bellini 12’ | Marcatori |  |

| Arbitro: | Mori (Cremona) |

|                            |           |  |
| Fraschini 8’ Sacchella 70’ | Marcatori |  |

| Arbitro: | Corallo (Lecce) |

|                                          |           |                              |
| Bellini 22’, 62’ Baldini 29’ Marsili 70’ | Marcatori | 6’, 61’ Ghiandi 50’ Bertucco |

#### Girone di ritorno
| Arbitro: | Alterio (Roma) |

|            |           |                                     |
| Danova 26’ | Marcatori | 36’, 66’ (rig.) Baldini 74’ Marsili |

| Arbitro: | Grignani (Milano) |

|             |           |                  |
| Marsili 66’ | Marcatori | 57’ Santagostino |

| Arbitro: | Caputo (Napoli) |

|                     |           |            |
| Guidazzi 73’ (rig.) | Marcatori | 82’ Gritti |

| Arbitro: | Perego (Milano) |

|                         |           |            |
| Bellini 17’ Marsili 79’ | Marcatori | 19’ Borghi |

| Parma 3 marzo 1957 | Parma            | 0 – 0 | Como | Stadio Ennio Tardini\| Arbitro: \| Menchini (Udine) \| |
| Arbitro:           | Menchini (Udine) |       |      |                                                        |

| Arbitro: | Adami (Roma) |

|                 |           |             |
| Bellini 1’, 66’ | Marcatori | 40’ Goldoni |

| Arbitro: | Annoscia (Bari) |

|                              |           |                              |
| Morbello 4’ Manenti 25’, 38’ | Marcatori | 50’, 77’, 88’ (rig.) Baldini |

| Arbitro: | Menchini (Udine) |

|  |           |                           |
|  | Marcatori | 30’ Cappello IV 85’ Baira |

| Arbitro: | Corallo (Lecce) |

|                             |           |  |
| Ghersetich 1’, 66’ Cadè 58’ | Marcatori |  |

| Arbitro: | Bartolomei (Roma) |

|                                    |           |                  |
| Baldini 19’ Marsili 32’ Favini 64’ | Marcatori | 63’ Giammarinaro |

| Arbitro: | Marchese (Napoli) |

|                        |           |  |
| Favini 56’ Baldini 79’ | Marcatori |  |

| Messina 28 aprile 1957 | Messina        | 0 – 0 | Como | Stadio Giovanni Celeste\| Arbitro: \| Alterio (Roma) \| |
| Arbitro:               | Alterio (Roma) |       |      |                                                         |

| Arbitro: | Angelini (Firenze) |

|                              |           |  |
| Buzzin 44’, 80’ Fiorindi 51’ | Marcatori |  |

| Arbitro: | Smorto (Reggio Calabria) |

|                                          |           |                      |
| Ciani 39’ Marsili 47’ Baldini 54’ (rig.) | Marcatori | 67’ (rig.) Marchetto |

| Arbitro: | Marchese (Napoli) |

|                  |           |  |
| Barison 17’, 47’ | Marcatori |  |

| Arbitro: | Piemonte (Monfalcone) |

|            |           |                             |
| Favini 57’ | Marcatori | 44’ Gasparini 75’ Fraschini |

| Arbitro: | Corallo (Lecce) |

|              |           |             |
| Bassetti 62’ | Marcatori | 39’ Baldini |

## Statistiche

### Statistiche di squadra
| Competizione | Punti | In casa | In casa | In casa | In casa | In casa | In casa | In trasferta | In trasferta | In trasferta | In trasferta | In trasferta | In trasferta | Totale | Totale | Totale | Totale | Totale | Totale | DR |
| Competizione | Punti | G       | V       | N       | P       | Gf      | Gs      | G            | V            | N            | P            | Gf           | Gs           | G      | V      | N      | P      | Gf     | Gs     | DR |
| ------------ | ----- | ------- | ------- | ------- | ------- | ------- | ------- | ------------ | ------------ | ------------ | ------------ | ------------ | ------------ | ------ | ------ | ------ | ------ | ------ | ------ | -- |
| Serie B      | 36    | 17      | 12      | 2       | 3       | 26      | 15      | 17           | 1            | 8            | 8            | 11           | 23           | 34     | 13     | 10     | 11     | 37     | 38     | -1 |

### Statistiche dei giocatori[2]
| Giocatore      | Serie B  | Serie B |
| Giocatore      | Presenze | Reti    |
| -------------- | -------- | ------- |
| D. Baccheretti | 7        | 0       |
| G. Baldini     | 30       | 11      |
| R. Bellini     | 32       | 6       |
| W. Ciani       | 7        | 2       |
| D. Cuttica     | 32       | 0       |
| F. Favini      | 31       | 3       |
| E. Ferrazzi    | 24       | 0       |
| A. Fontana     | 24       | 2       |
| A. Gandini     | 30       | 0       |
| R. Grassi      | 31       | 0       |
| M. Gritti      | 23       | 4       |
| Impinna        | 7        | 0       |
| A. Lonardi     | 6        | -?      |
| Marra          | 6        | 0       |
| S. Marsili     | 32       | 6       |
| G. Michelotti  | 11       | 0       |
| A. Panizzolo   | 28       | -?      |
| Pastorino      | 2        | 0       |
| A. Santoni     | 10       | 2       |
| M. Valpreda    | 1        | 0       |